# Championnat du Guatemala de football 1991-1992
Navigation
Saison précédente Saison suivante
La Liga Nacional 1991-1992 est la quarantième édition de la première division guatémaltèque.
Lors de ce tournoi, le CSD Comunicaciones a tenté de conserver son titre de champion du Guatemala face aux onze meilleurs clubs guatémaltèques.
Chacun des douze clubs participant était confronté deux fois aux onze autres équipes. Puis les six meilleurs et les six derniers se sont affrontés deux fois de plus lors de la seconde phase du championnat. Enfin le leader de la première et de la seconde phase finale se sont affrontés en fin de saison pour désigner le champion.
Seulement deux places étaient qualificatives pour la Coupe des champions de la CONCACAF et une place pour la Coupe des vainqueurs de coupe de la CONCACAF attribuée au vainqueur de la Copa Aviateca.

## Les 12 clubs participants
| \| Guatemala: Aurora FC Boca del Monte FC (Boca del Monte) CSD Comunicaciones CSD Municipal Tipografía Nacional Guatemala Deportivo Chiquimulilla Guatemala Juventud Escuintleca CSD Galcasa Izabal JC Guatemala Juventud Retalteca Deportivo Suchitepéquez Guatemala Xelaju MC \| Localisation des clubs engagés dans le championnat. |
| Guatemala: Aurora FC Boca del Monte FC (Boca del Monte) CSD Comunicaciones CSD Municipal Tipografía Nacional Guatemala Deportivo Chiquimulilla Guatemala Juventud Escuintleca CSD Galcasa Izabal JC Guatemala Juventud Retalteca Deportivo Suchitepéquez Guatemala Xelaju MC                                                           |

Ce tableau présente les douze équipes qualifiées pour disputer le championnat 1991-1992. On y trouve le nom des clubs, le nom des stades dans lesquels ils évoluent ainsi que la capacité et la localisation de ces derniers.
| Club                    | Stade                            | Capacité          | Ville          |
| Aurora FC               | Stade de l'Ejército              | 13 300            | Guatemala City |
| Boca del Monte FC       | Stade Victoriano López Coco      | 3 000             | Boca del Monte |
| Deportivo Chiquimulilla | Stade inconnu                    | Capacité inconnue | Chiquimulilla  |
| CSD Comunicaciones      | Stade Mateo Flores               | 30 000            | Guatemala City |
| Juventud Escuintleca    | Stade Ricardo Muñoz Gálvez       | 3 000             | Escuintla      |
| CSD Galcasa             | Stade inconnu                    | Capacité inconnue | Villa Nueva    |
| Izabal JC (en)          | Stade Roy Fearon                 | 8 000             | Puerto Barrios |
| CSD Municipal           | Stade Mateo Flores               | 30 000            | Guatemala City |
| Juventud Retalteca      | Stade Óscar Monterroso Izaguirre | 8 000             | Retalhuleu     |
| Deportivo Suchitepéquez | Stade Carlos Salazar Hijo        | 12 000            | Mazatenango    |
| Tipografía Nacional     | Stade La Pedrera                 | Capacité inconnue | Guatemala City |
| Xelaju MC               | Stade Mario Camposeco            | 11 000            | Quetzaltenango |

## Compétition
La compétition se déroule en trois phases:
- Le phase régulière : vingt-deux journées de championnat.
- La seconde phase : dix journées de championnat entre les six meilleures et les six moins bonnes équipes de la phase régulière.
- La finale et le barrage : si le leader de la phase régulière et de la seconde phase ainsi que les derniers de ces deux phases sont différents, les équipes s'affrontent pour désigner le champion de la saison et l'équipe qui sera relégué directement en Primera División de Guatemala.

### Phase régulière
Lors de la phase régulière les douze équipes affrontent à deux reprises les onze autres équipes selon un calendrier tiré aléatoirement.
Les six meilleures équipes sont qualifiées pour le groupe des champions et les six moins bonnes pour le groupe de relégation.
Le premier est également qualifié pour la finale du championnat et le dernier participe au barrage de relégation en fin de saison.
Le classement est établi sur l'ancien barème de points (victoire à 2 points, match nul à 1, défaite à 0).
Le départage final se fait selon les critères suivants :
- Le nombre de points.
- La différence de buts générale.
- Le nombre de buts marqué.

#### Classement
| Rang | Équipe                  | Pts | J  | G  | N | P  | Bp | Bc | Diff |
| ---- | ----------------------- | --- | -- | -- | - | -- | -- | -- | ---- |
| 1    | CSD Municipal           | 33  | 22 | 13 | 7 | 2  | 39 | 14 | +25  |
| 2    | CSD Comunicaciones T    | 30  | 22 | 11 | 8 | 3  | 43 | 30 | +13  |
| 3    | Deportivo Chiquimulilla | 28  | 22 | 11 | 6 | 5  | 49 | 34 | +15  |
| 4    | Izabal JC (en) P        | 25  | 22 | 10 | 5 | 7  | 46 | 36 | +10  |
| 5    | CSD Galcasa             | 23  | 22 | 7  | 9 | 6  | 37 | 34 | +3   |
| 6    | Boca del Monte FC       | 21  | 22 | 6  | 9 | 7  | 39 | 34 | +5   |
| 7    | Juventud Retalteca      | 21  | 22 | 6  | 9 | 7  | 29 | 28 | +1   |
| 8    | Deportivo Suchitepéquez | 18  | 22 | 6  | 6 | 10 | 21 | 28 | -7   |
| 9    | Aurora FC               | 18  | 22 | 5  | 8 | 9  | 29 | 32 | -3   |
| 10   | Juventud Escuintleca    | 18  | 22 | 6  | 6 | 10 | 29 | 36 | -7   |
| 11   | Tipografía Nacional     | 16  | 22 | 4  | 8 | 10 | 25 | 45 | -20  |
| 12   | Xelaju MC               | 13  | 22 | 4  | 5 | 13 | 21 | 56 | -35  |

| Légende : Qualifications et relégations | Légende : Qualifications et relégations          |
| --------------------------------------- | ------------------------------------------------ |
|                                         | Qualifié pour le groupe des champions            |
|                                         | Qualifié pour le groupe de relégation            |
|                                         | T Tenant du titre P Promu de la saison 1990-1991 |

### Seconde phase
Lors de la seconde phase les six équipes de chaque groupe affrontent à deux reprises les cinq autres équipes de leur groupe selon un calendrier tiré aléatoirement.
Le premier du groupe des champions est qualifié pour la finale du championnat.
Le dernier du groupe de relégation est qualifié pour les barrages de relégation en Primera División de Guatemala.
Le classement est établi sur l'ancien barème de points (victoire à 2 points, match nul à 1, défaite à 0).
Le départage final se fait selon les critères suivants :
- Le nombre de points.
- La différence de buts générale.
- Le nombre de buts marqué.

#### Classement
| Rang | Équipe                  | Pts | J  | G | N | P | Bp | Bc | Diff |
| ---- | ----------------------- | --- | -- | - | - | - | -- | -- | ---- |
| 1    | CSD Comunicaciones T    | 15  | 10 | 5 | 5 | 0 | 19 | 8  | +11  |
| 2    | CSD Galcasa             | 13  | 10 | 4 | 5 | 1 | 21 | 10 | +11  |
| 3    | Izabal JC (en) P        | 11  | 10 | 2 | 7 | 1 | 16 | 14 | +2   |
| 4    | CSD Municipal           | 10  | 10 | 3 | 4 | 3 | 13 | 13 | 0    |
| 5    | Deportivo Chiquimulilla | 7   | 10 | 3 | 1 | 6 | 19 | 28 | -9   |
| 6    | Boca del Monte FC       | 4   | 10 | 1 | 2 | 7 | 16 | 31 | -15  |

| Rang | Équipe                  | Pts | J  | G | N | P | Bp | Bc | Diff |
| ---- | ----------------------- | --- | -- | - | - | - | -- | -- | ---- |
| 1    | Deportivo Suchitepéquez | 13  | 10 | 5 | 3 | 2 | 16 | 9  | +7   |
| 2    | Aurora FC               | 13  | 10 | 4 | 5 | 1 | 13 | 9  | +4   |
| 3    | Tipografía Nacional     | 9   | 10 | 3 | 3 | 4 | 17 | 17 | 0    |
| 4    | Juventud Escuintleca    | 9   | 10 | 3 | 3 | 4 | 17 | 20 | -3   |
| 5    | Juventud Retalteca      | 8   | 10 | 3 | 2 | 5 | 15 | 11 | +4   |
| 6    | Xelaju MC               | 8   | 10 | 3 | 2 | 5 | 8  | 20 | -12  |

| Légende : Qualifications et relégations | Légende : Qualifications et relégations |
| --------------------------------------- | --- |
|                                         | Coupe des champions de la CONCACAF 1993 (3e Tour de qualification)                                                                            |
|                                         | Coupe des champions de la CONCACAF 1993 (2e Tour de qualification) Coupe des vainqueurs de coupe de la CONCACAF 1991 (Phase de qualification) |
|                                         | Qualifié pour le barrage de relégation en Primera División de Guatemala                                                                       |
|                                         | T Tenant du titre P Promu de la saison 1990-1991                                                                                              |

### Barrages de promotion/relégation
Le Xelaju MC ayant fini dernier des deux phases du championnat, il est directement relégué en Primera División de Guatemala.

### Finale
Le vainqueur de la finale est sacré champion du Guatemala et participe à ce titre au Campeón de Campeones en début de saison suivante.
| Match aller | CSD Comunicaciones | 0:0   | CSD Municipal | Stade Mateo Flores |
|             |                    | (0:0) |               |                    |

| Match retour | CSD Municipal    | 2:1 | CSD Comunicaciones | Stade Mateo Flores |  |
|              | Buteurs inconnus |     | Buteur inconnu     |                    |  |

## Bilan du tournoi
| Championnat du Guatemala de football 1991-1992            |                     |
| Champion                                                  | CSD Municipal       |
| Dauphin                                                   | CSD Comunicaciones  |
| Coupes et trophées                                        |                     |
| Vainqueur Copa Aviateca                                   | CSD Comunicaciones  |
| Qualifications continentales                              |                     |
| Coupe des champions1993 (Troisième tour de qualification) | CSD Municipal       |
| Coupe des champions1993 (Deuxième tour de qualification)  | CSD Comunicaciones  |
| Coupe des coupes 1991 (Phase de qualification)            | CSD Comunicaciones  |
| Promotions et relégations                                 |                     |
| Promus en Liga Nacional de Guatemala                      | Deportivo Amatitlán |
| Relégués en Primera División de Guatemala                 | Xelaju MC           |